# 향남중학교
향남중학교(鄕南中學校)는 대한민국 경기도 화성시 향남읍 행정리에 있는 공립 중학교이다.

## 학교 연혁
- 2008년 1월 17일 : 향남중학교 설립 인가(30학급)
- 2008년 7월 31일 : 학교 건물 준공
- 2008년 9월 1일 : 향남중학교 개교
- 2008년 9월 1일 : 초대 이광천 교장, 김대원 교감, 교사 10명 부임
- 2008년 11월 3일 : 개교식, 3학급 82명 (1학년 1학급 40명, 2학년 1학급 29명, 3학년 1학급 13명)
- 2009년 2월 11일 : 제1회 졸업식(17명)
- 2023년 3월 1일 : 제6대 최기병 교장 취임
- 2024년 1월 5일 : 제16회 졸업식(463명, 누계 5,660명)
- 2024년 3월 4일 : 입학식(13학급 468명)

## 참고 자료
- 향남중학교 - 한국교육학술정보원 학교알리미